# 埃迪斯托海峽
埃迪斯托海峽（英語：Edisto Channel），是南極洲的海峽，位於瑪麗皇后地，處於泰勒群島和海詹普群島之間，由美國海軍拍攝空中照片繪入地圖，現時由南極條約體系管理。